# Dancing with Maria
Dancing with Maria è un film documentario italiano del 2014 diretto da Ivan Gergolet. È stato presentato nella settimana della critica della 71ª Mostra internazionale d'arte cinematografica di Venezia.
Il film parla di Maria Fux, una danzatrice argentina novantenne, oltre che coreografa e danzaterapista.
Il film mostra le attività svolte dall'artista nello studio ricavato nel suo appartamento di Buenos Aires, con persone di diverse estrazioni e con diversi tipi di disabilità.
Il film è stato tra le nomination per la categoria documentari degli 28° European Film Awards del 2015.
Inoltre ha ricevuto una segnalazione speciale come migliore docufilm ai Nastri d'argento 2015.